# Wing (Buckinghamshire)
Wing – wieś w Anglii, w hrabstwie Buckinghamshire, w dystrykcie (unitary authority) Buckinghamshire. Leży 60 km na północny zachód od centrum Londynu. W 2001 miejscowość liczyła 2897 mieszkańców.